# Вахтнайокутъл
Вахтнайокутъл (на исландски: Vatnajökull, МФА: [ ˈvahtnaˌjœːkʏtl ̥] – „Ледник, даващ вода“ / „Воден ледник“) е най-големият ледник и едноименен национален парк в Исландия.
Разположен е в югоизточната част на острова. Площ 8100 km² – повече от 9 % от площта на острова, обем 3100 km³. Представлява полегат леден купул, издигащ се от 600 – 900 m до 2000 m. Той е най-големият ледник в Европа по обем и 3-ти по площ след ледените шапки на Северния остров на Нова земя и остров Североизточна земя в архипелага Шпицберген. Средната дебелина на леда е 400 m, а максималната – 1000 m. Фирновата линия на юг преминава на височина 1000 – 1100 m, а на запад и север – на 1200 – 1300 m. Това му отрежда 3-то място в света след ледниците на Антарктида и Гренландия. В южната периферия на ледника върху кратера на вулкана Йоревайокутъл (Öræfajökull) се издига най-високият връх (2110 m) в страната Хванаталснюкюр (Hvannadalshnúkur). Под ледника, както и при много други ледници в Исландия, има няколко вулкана. Изригванията на подледените и надледените вулкани обичайно се съпровождат от интензивно топене на ледовете, придизвикващо катострофални наводнения. Някои от южните му разклонения се спускат почти до самото крайбрежие.
В ледника Ватнайокул има огромен кратер, а в него – горещо езеро, дълбоко 488 м. Нарича се Гримсвьотън. Езерото е покрито с ледена покривка, дебела около 200 м. Тя се затопля отдолу от горещите води на езерото и част от нея се топи. Водата от разтопения лед заема по-голям обем от леда и периодично избива изпод ледената шапка. Този мощен изблик, наречен исландски йокулхауп, помита всичко по пътя си, включително ледени блокове, високи над 20 м.